# Пергамин
Пергамин — «беспокровный» рулонный материал, получаемый пропиткой кровельного картона нефтяным битумом. Изготавливается в соответствии с требованиями ГОСТ 2697-83.
Пергамин пришел на смену таким материалам, как толь и толькожа, которые теперь составляют лишь малую часть на рынке строительных материалов из-за высокой степени канцерогенности дегтя, который использовался в качестве пропитки. В отличие от рубероида, который используется в качестве гидроизоляции или финишного покрытия крыши, пергамин из-за особенностей конструкции применяется только внутри кровельного пирога как пароизоляционный нижний слой.
Пергамин производится путём пропитки картона битумом, который не обладает такой степенью канцерогенности, чем обусловлен его спрос на рынке. При производстве отсутствуют вредные выбросы, не требуется наличие проточной воды (таким образом, нет загрязнения сточных вод), также не требуется утилизация отходов (обрезки картона). Имеющиеся естественные испарения над рабочими ваннами с горячим битумом выводятся принудительной вентиляцией.

## Назначение и применение
- Для нижних слоёв кровельного ковра (от увлажнения утеплителя «снизу»).
- В качестве пароизоляции:
  - для строительства зимних бань в структуре: вагонка — фольга — минвата — пергамин — сруб;
  - в отапливаемых помещениях, хоз. блоках, дачных домиках — для защиты утеплителя изнутри помещения, а иногда и с наружной стороны от влаги и конденсата (росы), для продления тем самым срока его службы.
- Для изолирования от испарений и конденсата между древесно-стружечными материалами и железобетонными основаниями (пол, стены). Используется внахлест до 100 мм или с клейкой мастикой, скотчем.
- Для теплотрасс (скрепление листов пергамина производится липкой лентой, проволокой, оцинкованными хомутами).
- В качестве упаковочного материала для изделий из металлов.